# Danube Hermosillo
Danube Adriana Ramirez Hermosillo (* 5. November 1992 in Whittier, Los Angeles County, Kalifornien) ist eine US-amerikanische Schauspielerin.

## Leben
Hermosillo wurde am 5. November 1992 in Whittier geboren, wo sie mit einem Bruder aufwuchs. 2015 zog sie nach Los Angeles, um sich ihrer Filmschauspielkarriere zu widmen. Sie gab noch im selben Jahr ihr Schauspieldebüt im Fernsehfilm Above the Line und in einer Episode der Fernsehserie Criminal Minds. Nach Episodenrollen 2016 in den Fernsehserien Serious Music und Modern Family mimte sie 2017 die weibliche Hauptrolle der Sophie Martinez im Kurzfilm After Sophie, der am 6. März 2017 auf dem digitalen Videokanal Nowness erschien. Im selben Jahr verkörperte sie im Kurzfilm 3 eine von drei Hauptrollen und hatte eine größere Rolle im Film Du neben mir inne. Von 2017 bis einschließlich 2018 stellte sie in insgesamt 56 Episoden der Fernsehserie Reich und Schön die Rolle der Darlita dar. 2019 verkörperte sie in insgesamt vier Episoden der Fernsehserie Shameless die Rolle der Pepa Delgado. Im 2024 erschienenen Film Breathe: A Tabiyus Film war sie in einer der Hauptrollen als Ariela Morales zu sehen.

## Filmografie (Auswahl)
- 2015: Above the Line (Fernsehfilm)
- 2015: Criminal Minds (Fernsehserie, Episode 11x04)
- 2016: Serious Music (Fernsehserie, Episode 1x06)
- 2016: Modern Family (Fernsehserie, Episode 8x02)
- 2017: After Sophie (Kurzfilm)
- 2017: Du neben mir (Everything, Everything)
- 2017: 3 (Kurzfilm)
- 2017: Indoor Boys (Fernsehserie, Episode 1x07)
- 2017–2018: Reich und Schön (The Bold and the Beautiful, Fernsehserie, 56 Episoden)
- 2018: Run for Your Life (Fernsehfilm)
- 2018: This Is Life (Fernsehserie, Episode 1x07)
- 2018: The Gifted (Fernsehserie, 2 Episoden)
- 2019: Warpaint for the Teenage Soul (Kurzfilm)
- 2019: Shameless (Fernsehserie, 4 Episoden)
- 2020: Julie and the Phantoms (Fernsehserie, Episode 1x01)
- 2022: Back to Lyla
- 2023: Shelter
- 2024: Breathe: A Tabiyus Film